# 태극4장
태극4장은 태권도 품새 중 하나로 국기원/WT의 태권도 5급과정이며, 팔괘의 ☳, "雷", "진"을 의미한다.

## 같이 보기
- 태극1장
- 태극2장
- 태극3장
- 태극4장
- 태극5장
- 태극6장
- 태극7장
- 태극8장

## 참고 자료
“poomsae styles”. 세계 태권도 연맹. 2015년 1월 18일에 원본 문서에서 보존된 문서. 2023년 8월 5일에 확인함.